# Puchar Mussoliniego
Puchar Mussoliniego (wł. Coppa Mussolini) – główna nagroda filmowa przyznawana na MFF w Wenecji w latach 1934–1942 dla najlepszego filmu włoskiego i zagranicznego. Po II wojnie światowej została zastąpiona Złotym Lwem. 
W czasie swojego istnienia była drugą najstarszą nagrodą filmową na świecie, po amerykańskim Oscarze.

## Filmy nagrodzone Pucharem Mussoliniego
| Rok  | Najlepszy film zagraniczny                        | Reżyser            | Kraj              | Najlepszy film włoski                       | Reżyser               | Kraj   |
| ---- | ------------------------------------------------- | ------------------ | ----------------- | ------------------------------------------- | --------------------- | ------ |
| 1934 | Człowiek z Aran (Man of Aran)                     | Robert J. Flaherty | Wielka Brytania   | Teresa Confalonieri                         | Guido Brignone        | Włochy |
| 1935 | Anna Karenina                                     | Clarence Brown     | Stany Zjednoczone | Czarujące oczy (Casta diva)                 | Carmine Gallone       | Włochy |
| 1936 | Kalifornijski cesarz (Der Kaiser von Kalifornien) | Luis Trenker       | III Rzesza        | Biały szwadron (Squadrone bianco)           | Augusto Genina        | Włochy |
| 1937 | Karnet balowy (Un carnet de bal)                  | Julien Duvivier    | Francja           | Scypion Afrykański (Scipione l’africano)    | Carmine Gallone       | Włochy |
| 1938 | Olimpiada (Olympia)                               | Leni Riefenstahl   | III Rzesza        | Pilot Luciano Serra (Luciano Serra pilota)  | Goffredo Alessandrini | Włochy |
| 1939 |                                                   |                    |                   | Abuna Messias                               | Goffredo Alessandrini | Włochy |
| 1940 | Poczmistrz (Der Postmeister)                      | Gustav Ucicky      | III Rzesza        | Oblężenie Alcazaru (L'assedio dell'Alcazar) | Augusto Genina        | Włochy |
| 1941 | Wujaszek Krüger (Ohm Krüger)                      | Hans Steinhoff     | III Rzesza        | Żelazna korona (La corona di ferro)         | Alessandro Blasetti   | Włochy |
| 1942 | Wielki król (Der große König)                     | Veit Harlan        | III Rzesza        | Bengasi                                     | Augusto Genina        | Włochy |